# 藍星蕾
藍星蕾（英文名：Amber Na，1996年11月5日—），馬來西亞新生代女藝人、DJ、演員、平面模特兒、小提琴演奏家、《C Pink》女團成員。並在2016年亞洲百大DJ第11名、2023年獲得DJane Top亞洲百大DJ第6名、FDJLIST世界百大女DJ第33名等榮耀。2024 World Hit FDJ Top #3 2024 年度世界最佳主流女DJ 第三名。

## 經歷
- 代表新加坡在2016年獲得亞洲百大女DJ。
- 2016年出席新加坡時尚電視平台舉辦的電音音樂節，被媒體稱為新一代的網路紅人。
- 2020年推出同名數位寫真作品在台灣出道，目前活躍於台灣綜藝節目、外景節目助理主持。

## 家庭背景
出生於馬來西亞柔佛，從小對音樂與表演有著熱誠與喜愛。於就學階段即關注與學習平面模特兒的相關資訊，在2012年從平面模特兒開始表演。

## DJ與音樂獎項
- 2016年榮獲亞洲百大女DJ
- 2018年榮獲亞洲百大女DJ-第87名
- 2019年榮獲亞洲 50大女DJ-第47名
- 2019年榮獲亞太區25大女DJ
- 2019年榮獲新加坡最佳女DJ 排行榜第二名
- 2020年榮獲DJane Top世界百大DJ第58名
- 2020年榮獲亞洲百大DJ第6名
- 2021年榮獲亞洲百大DJ第58名
- 2022年榮獲亞洲百大DJ第11名

## 選美經歷
- Miss Glamour Germany 2018
- Miss Talent Asia 2019
- Miss Glamour Model 2019

## 平面作品
| 年份   | 媒體     | 內容                                            |
| ------ | -------- | ----------------------------------------------- |
| 2020年 | COOL酷報 | Cool Girl專訪藍星蕾！居然有人在表演現場直接OX！ |
| 2020年 | 蘋果日報 | 藍星蕾專訪                                      |
| 2020年 | 鏡週刊   | 探照鏡》百大DJ放送入浴照 藍星蕾試吃年貨招惹大叔 |
| 2020年 | PCHome   | 封面人物                                        |
| 2020年 | Nova雜誌 | 封面人物                                        |

## 寫真集
- 《真心愛上蕾》藍星蕾數位寫真 尖端出版
- 《真星愛上你Addicted to you》Amber Na藍星蕾寫真書尖端出版
- 《布蕾甜你心》藍星蕾數位寫真尖端出版
- 《星有所屬》藍星蕾數位寫真 尖端出版
- 《怦然星動》 藍星蕾寫真書 尖端出版

## 外部連結
- Amber Na 藍星蕾的Facebook專頁
- 藍星蕾的Instagram帳戶
- YouTube上的DJ AMBER NA 藍星蕾
- 官方網站 （页面存档备份，存于）
- https://djanetop.com/djanes/amber-na/ （页面存档备份，存于）